# Sphenomorphus sananus
Sphenomorphus sananus là một loài thằn lằn trong họ Scincidae. Loài này được Kopstein mô tả khoa học đầu tiên năm 1926.